# Radu Gînsari
Radu Gînsari, né le 10 décembre 1991 à Chișinău, est un footballeur international moldave qui joue pour le Milsami Orhei au poste de milieu de terrain.

## Buts en sélection national
À partir du match joué le 18 novembre 2018. Le score de la Moldavie est toujours mis en premier, la colonne des scores indique le score après chaque but Gînsari. 
| Non. | Date             | Lieu                                                       | Sélection | Adversaire  | But  | Résultat | Compétition                                         |
| ---- | ---------------- | ---------------------------------------------------------- | --------- | ----------- | ---- | -------- | --------------------------------------------------- |
| 1    | 3 juin 2016      | Stade Cornaredo, Lugano, Suisse                            | 10        | Suisse      | 1 –1 | 1-2      | Amical                                              |
| 2    | 27 mars 2017     | Stade Atatürk d'EskişehirsporEskişehir, Eskişehir, Turquie | 16        | Turquie     | 1 –3 | 1–3      | Amical                                              |
| 3    | 6 juin 2017      | Stade de Netanya, Netanya, Israël                          | 17        | Israël      | 1 –0 | 1–1      | Amical                                              |
| 4    | 11 juin 2017     | Zimbru Stadium, Chișinău, Moldavie                         | 18        | Géorgie     | 1 –0 | 2–2      | Éliminatoires de la Coupe du monde de football 2018 |
| 5    | 12 octobre 2018  | Zimbru Stadium, Chișinău, Moldavie                         | 27        | Saint-Marin | 1 –0 | 2–0      | Ligue des Nations 2018-2019 Groupe D                |
| 6    | 12 octobre 2018  | Zimbru Stadium, Chișinău, Moldavie                         | 27        | Saint-Marin | 2 –0 | 2–0      | Ligue des Nations 2018-2019 Groupe D                |
| 7    | 18 novembre 2018 | Zimbru Stadium, Chișinău, Moldavie                         | 30        | Luxembourg  | 1 –0 | 1–1      | Ligue des Nations 2018-2019 Groupe D                |

## Palmarès
Zimbru Chișinău
- Vainqueur de la Coupe de Moldavie en 2014.

 Hapoel Haifa
- Vainqueur de la Coupe d’État d’Israël en 2018.
- Vainqueur de la Supercoupe d'Israël 2018.

 Krylia Sovetov Samara
- Champion de Russie de deuxième division en 2021.